# 마쿠우치

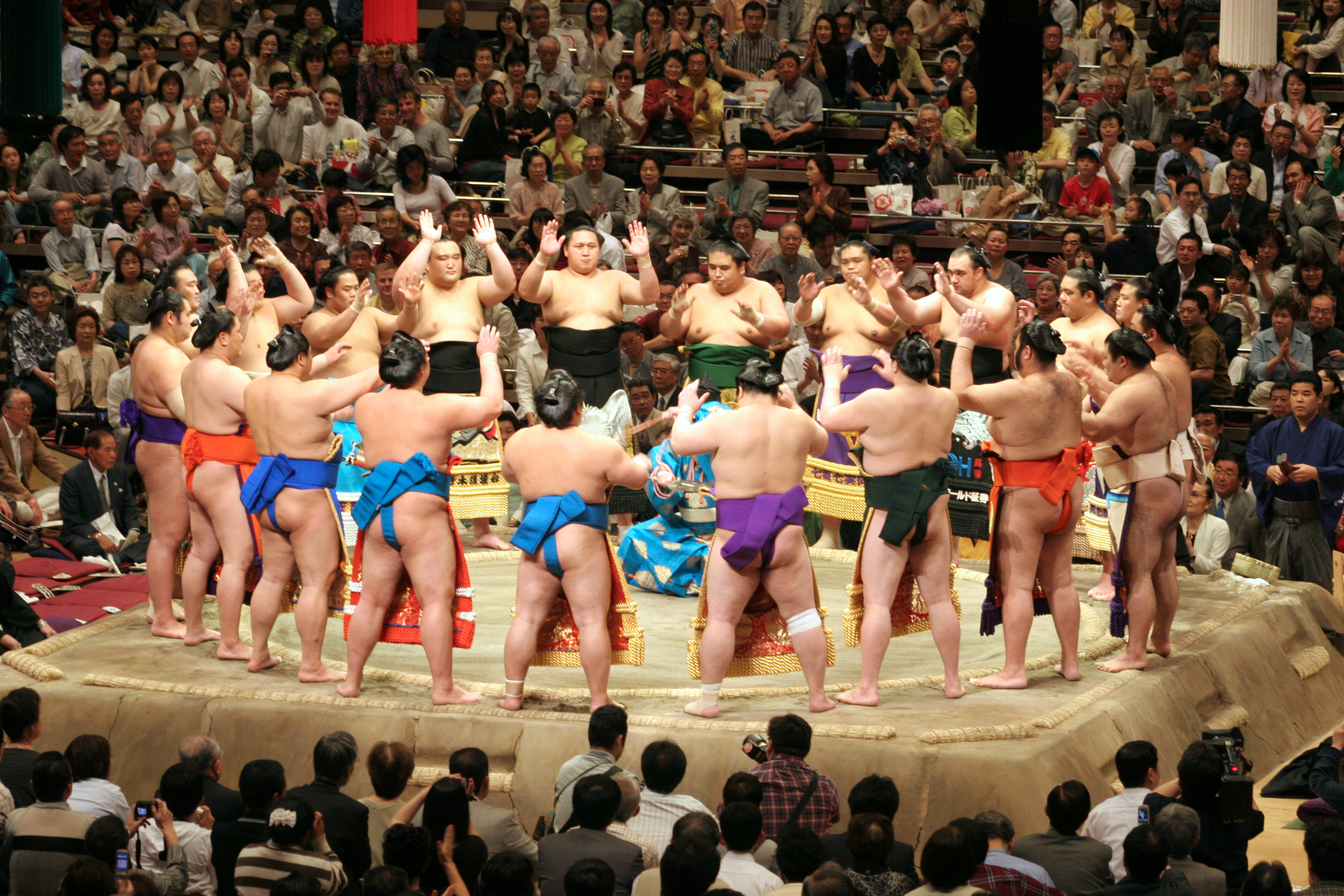

마쿠우치 또는 마쿠노우치(일본어: 幕内)는 일본 스모의 프로리그인 오즈모의 등급 중 최상위에 위치하는 등급이다. 마쿠우치 다음의 등급으로는 주료(十両)가 있다.
마에가시라(前頭) 위로 고무스비(小結)·세키와케(関脇)·오제키(大関) 등의 3역(三役)이 동서로 각 1명씩 존재하며, 최상단에 요코즈나가 존재한다. 이들을 다 합치면 총 42명이며, 선수들은 이들 가운데 15명을 하루에 하나씩 상대하여(같은 도장 소속이거나 친족 관계가 있을 경우 대진에서 배제함) 그 성적으로 순위를 가린다.